# Куана (Техас)
Куана (англ. Quanah) — город в США, расположенный в северной части штата Техас, административный центр округа Хардемен. По данным переписи за 2010 год число жителей составляло 2641 человек, по оценке Бюро переписи США в 2015 году в городе проживало 2438 человек.

## История

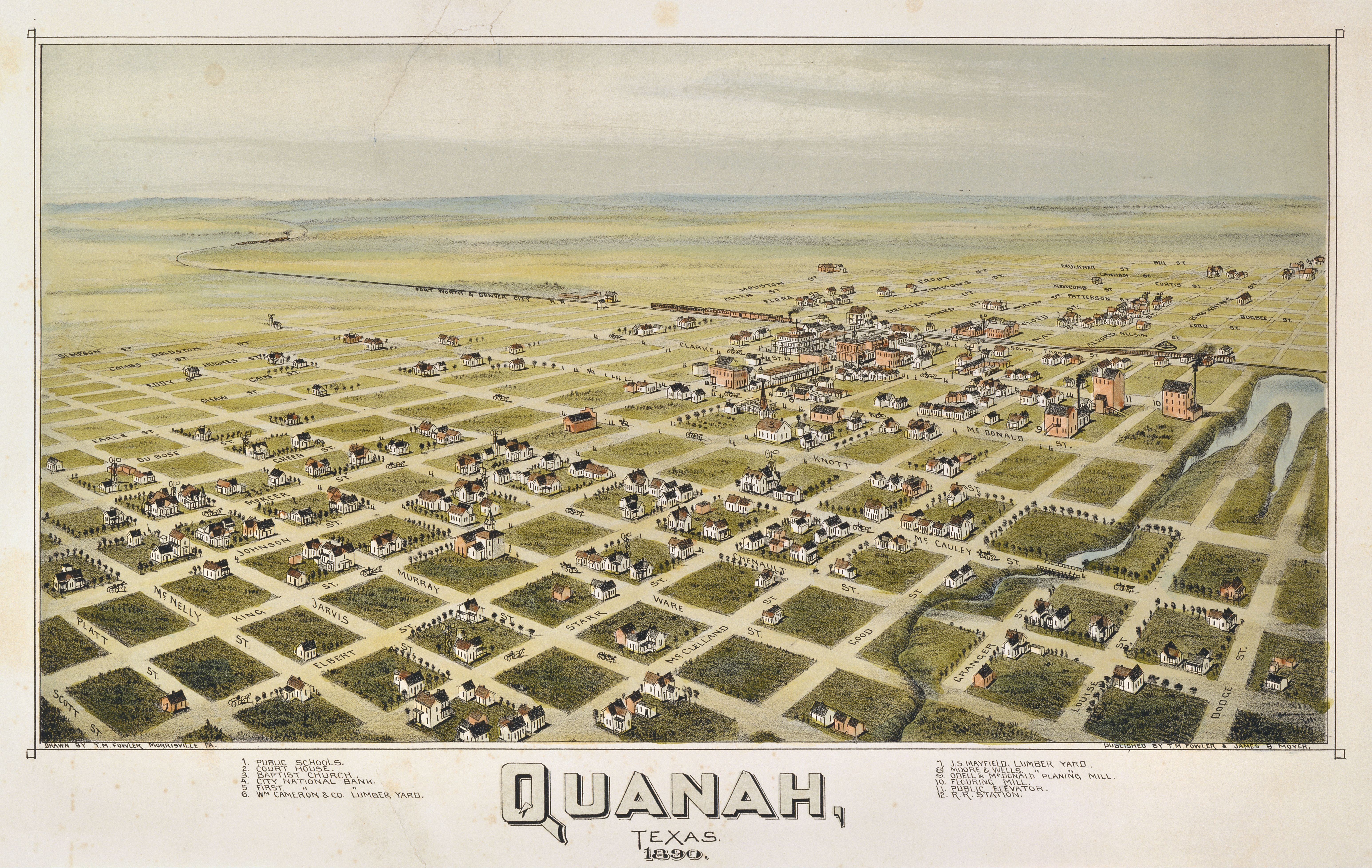
Карта Куаны 1890 года

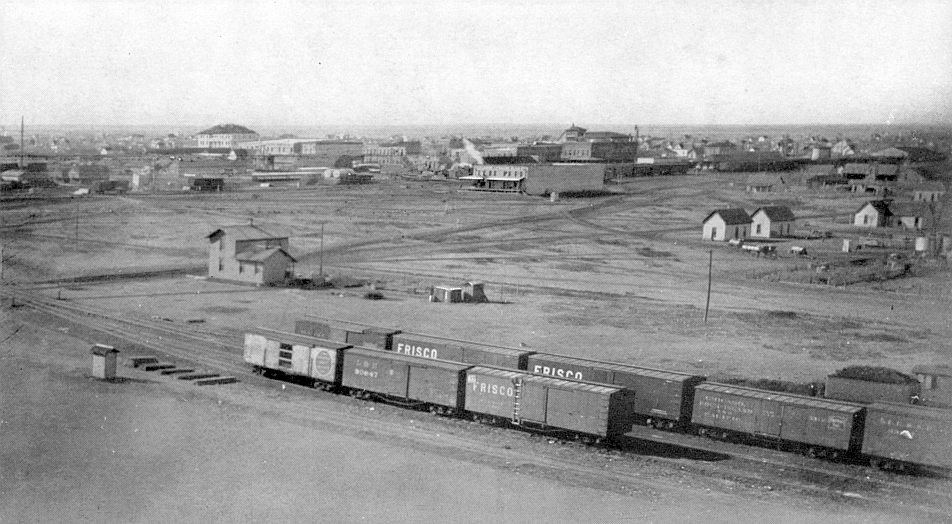
Куана. Примерно 1920—1932 годы

Куана был основан в 1884 году при планировании станции железной дороги Fort Worth and Denver City Railway. Сама железная дорога была проведена в 1887 году. Город назван в честь последнего вождя команчей Куаны Паркера. В 1890 году Куана победил на выборах нового административного центра округа. В 1891 году в течение трёх месяцев в Куане произошли два стихийных бедствия — сначала наводнение, а потом сильный пожар. Город смог справиться с последствиями стихии и сохранить статус административного центра.
В 1890 году в городе стали выпускаться две газеты, «Chief» и «Tribune», позже объединившихся в одно издание. Куана являлся центром транспортировки скота, хлопка, пшеницы, овса, ячменя. В 1959 году рядом с городом нашли нефтяное месторождение и добыча нефти также стала важной частью экономики Куаны.

## География
Куана находится в центральной части округа, его координаты: 34°17′43″ с. ш. 99°44′34″ з. д..
Согласно данным бюро переписи США, площадь города составляет около 9 квадратных километров, полностью занятых сушей.

### Климат
Согласно классификации климатов Кёппена, в Куане преобладает семиаридный климат умеренных широт.
| Показатель                    | Янв. | Фев. | Март | Апр. | Май  | Июнь  | Июль | Авг. | Сен. | Окт. | Нояб. | Дек. | Год   |
| ----------------------------- | ---- | ---- | ---- | ---- | ---- | ----- | ---- | ---- | ---- | ---- | ----- | ---- | ----- |
| Абсолютный максимум, °C       | 30   | 33   | 38   | 40   | 43   | 45    | 45   | 48   | 43   | 38   | 35    | 31   | 48    |
| Средний суточный максимум, °C | 11,9 | 13,7 | 18,8 | 23,7 | 28,3 | 32,7  | 35,4 | 34,8 | 30,5 | 24,5 | 17,9  | 12,1 | 23,7  |
| Средняя температура, °C       | 4,4  | 6,2  | 11,1 | 15,7 | 21,1 | 25,9  | 28,4 | 27,8 | 23,2 | 16,8 | 10,2  | 4,7  | 16,3  |
| Средний суточный минимум, °C  | −3,2 | −1,3 | 3,3  | 7,8  | 13,8 | 19,2  | 21,4 | 20,8 | 15,8 | 9,2  | 2,5   | −2,6 | 8,9   |
| Абсолютный минимум, °C        | −22  | −21  | −16  | −6   | −1   | 5     | 10   | 10   | 2    | −4   | −15   |      | −22   |
| Норма осадков, мм             | 25,4 | 30,5 | 48,3 | 53,3 | 83,8 | 101,6 | 61   | 71,1 | 71,1 | 66   | 40,6  | 30,5 | 683,3 |
| Источник: weatherbase.com     |      |      |      |      |      |       |      |      |      |      |       |      |       |

## Население

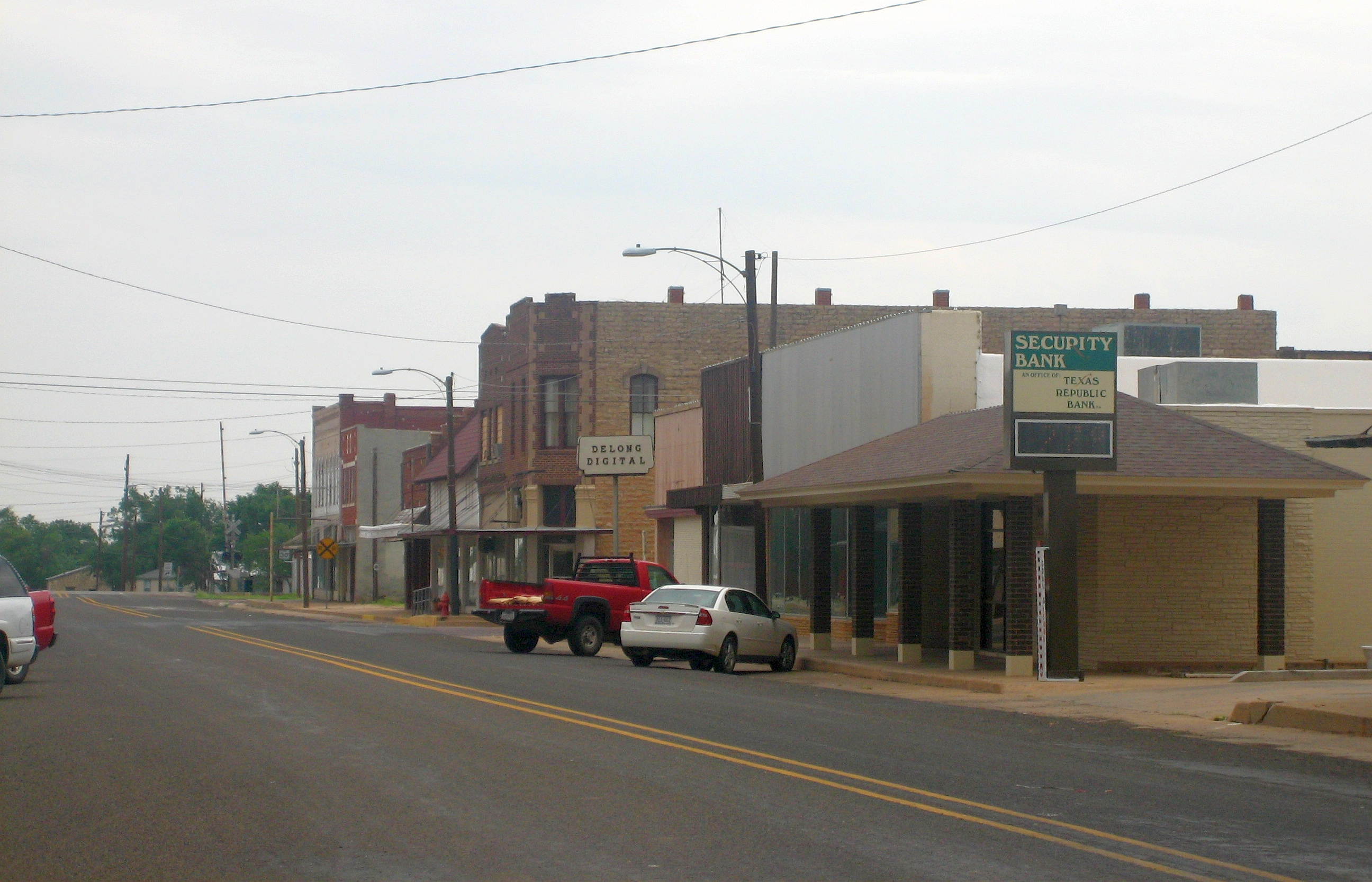
Коммерческий квартал Куаны, внесён в национальный реестр исторических мест США

Согласно переписи населения 2010 года в городе проживал 2641 человек, было 1116 домохозяйств и 712 семей. Расовый состав города: 84 % — белые, 7 % — афроамериканцы, 0,4 % — коренные жители США, 0,3 % — азиаты, 0,0 % (0 человек) — жители Гавайев или Океании, 4,9 % — другие расы, 3,3 % — две и более расы. Число испаноязычных жителей любых рас составило 20,4 %.
Из 1116 домохозяйств, в 31,4 % живут дети младше 18 лет. 44,4 % домохозяйств представляли собой совместно проживающие супружеские пары (14,7 % с детьми младше 18 лет), в 14,2 % домохозяйств женщины проживали без мужей, в 5,1 % домохозяйств мужчины проживали без жён, 36,2 % домохозяйств не являлись семьями. В 32,1 % домохозяйств проживал только один человек, 16,7 % составляли одинокие пожилые люди (старше 65 лет). Средний размер домохозяйства составлял 2,35 человека. Средний размер семьи — 2,95 человека.
Население города по возрастному диапазону распределилось следующим образом: 27,6 % — жители младше 20 лет, 20,3 % находятся в возрасте от 20 до 39, 32,2 % — от 40 до 64, 19,3 % — 65 лет и старше. Средний возраст составляет 41,6 года.
Согласно данным опросов пяти лет с 2011 по 2015 годы, средний доход домохозяйства в Куане составляет 31 505 долларов США в год, средний доход семьи — 41 767 долларов. Доход на душу населения в городе составляет 18 821 доллар. Около 10,6 % семей и 15,6 % населения находятся за чертой бедности. В том числе 14,6 % в возрасте до 18 лет и 14,9 % в возрасте 65 и старше.

## Местное управление
Управление городом осуществляется избираемыми мэром и городским советом, состоящим из шести человек. Один из членов совета выбирается заместителем мэра.

## Инфраструктура и транспорт
Через Куану проходят автомагистраль 287 США и автомагистраль 6 штата Техас.
В городе располагается муниципальный аэропорт Куана. Аэропорт располагает тремя взлётно-посадочными полосами длиной 1355, 692 и 691 метр соответственно. Ближайшим аэропортом, выполняющим коммерческие пассажирские рейсы, является муниципальный аэропорт Чилдресс. Аэропорт находится примерно в 55 километрах к северо-западу от Куаны.

## Образование
Город обслуживается независимым школьным округом Куана.